# Alpiq
Alpiq (SIX: ALPH) es una empresa suiza dedicada a la generación y distribución de energía eléctrica. Tiene su sede en Lausana, y es la empresa líder del sector en el país, donde gestiona el 27% de la producción, y alcanza un tercio de la potencia instalada.
El grupo fue establecido en 2009 en Neuchâtel, tras la fusión de Aare-Tessin Ltd. for Electricity (Atel) y Energie Ouest Suisse (EOS). La compañía actúa en las áreas de generación, transmisión, distribución, comercialización y suministro de energía, así como en todo tipo de servicios energéticos.
En 2013, la compañía contaba con más de 7800 empleados en 26 países, generando una facturación anual consolidada de alrededor de 9,7 millones de francos suizos, y vendió 101.446 GWh. Sus principales estructuras se encuentran en Suiza, Italia, Francia, Noruega, Hungría y República Checa.

## Historia
Alpiq fue fundada en 2009 como resultado de la fusión de las empresas energéticas suizas Atel y EOS. Atel (Aare-Tessin Ltd. para la electricidad) fue fundada en 1894 y gestionaba producción, comercio y venta de electricidad en Europa. EOS (Energie Ouest Suisse) fue fundada en 1919 por varias compañías eléctricas con sede en Suiza Occidental. La empresa se especializó en la producción de energía eléctrica de fuentes hidroeléctricas y poseía muchas estaciones en el país. También tenía una red de distribución de energía de 1.000 kilómetros en la misma área.